# Ганс Фішер (генерал)
Ганс Фішер (нім. Hans Fischer; 31 січня 1895, Регенсбург — 2 серпня 1943, Рига) — німецький військовий інженер, генерал-інженер люфтваффе (1 квітня 1942).

## Біографія
10 серпня 1914 року вступив в Баварську армію. Учасник Першої світової війни. 21 січня 1919 року звільнений. З 1 травня 1927 по 31 жовтня 1933 року — технічний керівник Німецьких авіаційних училищ в Лісті і Берліні. 1 листопада 1933 року вступив в люфтваффе як консультант інспекції авіаційних училищ Імперського міністерства авіації. З 1 березня 1934 року — технічний керівник авіабази Целле. З 1 березня 1935 року — 1-й консультант інспекції морських літаків в Кілі. З 15 вересня 1938 року — головний інженер 6-ї авіаційної області. З 1 серпня 1939 року — інженер 3-ї, з 10 лютого 1940 року — 11-ї авіаційної області. З 1 грудня 1941 року — головний інженер 1-го повітряного флоту. Загинув в авіакатастрофі.

## Нагороди
- Залізний хрест 2-го і 1-го класу
- Нагрудний знак пілота (Баварія)
- Пам'ятний знак пілота (Баварія)
- Почесний хрест ветерана війни з мечами
- Медаль «За вислугу років у Вермахті» 4-го класу (4 роки)